# Bitka pri Videau's Bridge
Bitka pri Videau's Bridge ali Bitka pri Videaujevem mostu (znana tudi kot Smithova plantaža) je bila bitka v ameriški revolucionarni vojni, ki se je zgodila 3. januarja 1782 v okrožju Charles Town, trenutno okrožje Berkeley v Južni Karolini. Britanci so premagali kontinentalno vojsko, ki je nasprotovala ekspediciji za nabiranje živeža, ki so jo poslali iz Charlestona. Britanci so trdili, da so ubili 57 in ujeli 20 Američanov.

## Vrstni red v bitki
Patrioti:
- 400 mož pod poveljstvom polkovnika Richarda Richardsona ml.
- Odred milice okrožja Berkeley pod vodstvom polkovnika Richarda Richardsona ml. z dve znani četi, ki ju vodijo:
  - Stotnik William Capers
  - Stotnik Gavin Witherspoon
- Odred 3. polka državnih dragonov Južne Karoline (državne čete) pod vodstvom majorja Samuela Cooperja, s tremi znanimi četami, ki jih vodijo:
  - Stotnik William Bennett
  - Stotnik George Sinclair Capers (ranjen)
  - Stotnik John Carraway Smith

Britanci/lojalisti:
- 360 mož pod poveljstvom majorja Williama Breretona
- Britanski redni vojaki, grenadirji in lahka pehota pod vodstvom majorja Williama Breretona
- Prostovoljci New Yorka, četa konjeniške pehote majorja Johna Coffina pod vodstvom majorja Johna Coffina
- Odred rojalistov Južne Karoline pod vodstvom stotnika Archibalda Campbella (ubit)
- Prostovoljci Irske pod vodstvom majorja Johna Doyla
- Neodvisna četa črnih dragonov (lojalistov) pod vodstvom kapitana Marcha s poročnikom Mingom